# がんばれゴエモン〜星空士ダイナマイッツあらわる!!〜
『がんばれゴエモン 星空士ダイナマイッツあらわる!!』（がんばれゴエモン せいくうしダイナマイッツあらわる）は、コナミが開発し2000年12月21日に発売されたゲームボーイ用横スクロールアクションゲーム。ゲームボーイ向けに展開するがんばれゴエモンシリーズの第5弾。2001年7月1日にはニンテンドウパワーの書き換え用ソフトとして発売された。

## システム
スーパーファミコン用ソフト『がんばれゴエモン2 奇天烈将軍マッギネス』を踏襲したエリアマップ式の横スクロールアクションゲームであり、システムの大枠はそちらから流用されている。
マップは5つのエリアで構成され、各エリアには体力の回復やアイテムの購入をする「町ステージ」、横スクロール画面で敵を倒しながらゴールを目指す「道中ステージ」、エリアのボスを倒す「拠点ステージ」が配置されている。なお、「拠点ステージ」の名前は赤い字で表記されており、一目でわかるように配慮されている。携帯機におけるゴエモン作品では唯一の本格的なゴエモンインパクト戦が用意されており、システムはNINTENDO 64用ソフト『がんばれゴエモン〜ネオ桃山幕府のおどり〜』（1997年）をほぼ踏襲している。。

### プレイヤー
ゲーム開始時にゴエモン、エビス丸のどちらかを選択するが、本作では基本能力には差別化は図られておらず、中盤で合流するのでどちらを選んでも特に問題は無い。キャラクター共通の初期数値は体力6（表示上はゲージ3本、ゲージ1本につきダメージ2回まで耐えられる）、残機数3（表示上は2機）。体力は「金の招き猫」の入手で最大12（ゲージ6本）まで、残機数は「大入り袋」などの取得で最大9機まで増加できる。
体力ゲージが0になる、穴に落ちるなどで1機減り、残機が無くなるとゲームオーバー。ゲームオーバー時にコンティニューを選択すると、アイテムはそのままで所持金が半減した状態で再開となる。

### 招き猫
本作では『獅子重禄兵衛のからくり卍固め』の招き猫システムにアレンジを加えたシステムを使用している。
金の招き猫
5つ集めると体力ゲージが1本増える。
銀の招き猫
5つ集めると「ファイヤキセル」にパワーアップする。
黒の招き猫
5つ集めると「ちびエビスンの術」を覚える。

## ストーリー
ある日のこと。江戸の上空に『征服王』を自称する謎の宇宙人「星空士ダイナマイッツ」が駆る巨大なUFOが現れた。ダイナマイッツは地球征服を宣言し、その手始めにと配下のからくりネコ軍団を使って日本の各地を荒らし始めた。別々の目的ではぐれ町を留守にしていたゴエモンとエビス丸は、騒動が原因で楽しみにしていたイベントが中止になってしまった怒りを思い知らせるべくダイナマイッツに立ち向かうのであった。

## 登場キャラクター

### 主要キャラクター
ゴエモン
主人公。「はぐれ町」に住む天下の義賊。「日本小判投げ選手権」出場のために南国に訪れていた。以前から楽しみにしていた大会だったらしく、大会中止の原因となったダイナマイッツに怒りの鉄槌を喰らわせるために南国を後にする。
- 武器：キセル
「キセル（攻撃力1）」→「ファイヤキセル（攻撃力2）」の順にレベルアップする。
- サブウェポン：小判
攻撃力1、溜め撃ち不可。
- 特殊能力：「壁破壊」
「ファイヤキセル」にパワーアップすると、特定の壁を破壊できる。

エビス丸
「正義の忍者」を自称するゴエモンの相棒。「全国美味いもの早食い大会」出場のために雪国に訪れていた。エビス丸一族一子相伝の使命を背負って参加した大会だったらしく、大会中止の原因となったダイナマイッツに食べ物の恨みを味わわせるために雪国を後にする。
- 武器：まんぷくコテ
レベルアップなし（攻撃力1）。
- サブウェポン：手裏剣
攻撃力1、溜め撃ち不可。
- 特殊能力：「ちびエビスンの術」
「ちびエビスンの術」を覚えると、狭い道を通れるようになる。

### サブキャラクター
サスケ
伊賀の物知りじいさんが作り上げたからくり忍者の傑作。今回はゲストキャラクターとして専用ステージ「サスケシューティング」に登場。「試練のグレート街道」の最上階からダイナマイッツの空中要塞に侵入するために飛行形態に変形する。本作ではヤエを「ヤエちゃんどの」と呼んでいる。
ヤエ
日本で巻き起こる怪事件を隠密に捜査する「秘密特捜忍者」の一人。今回はゲストキャラクターとして専用ステージ「ヤエシューティング」に登場。「おどろさびしの森」の奥にある大きな滝を越えるために人魚に変身する。
本作では衣装のデザインが「もののけ双六」「もののけ道中」から採用された新しいデザインのものになっている。

### 敵キャラクター
星空士ダイナマイッツ
「からくりネコ軍団」を引き連れ、宇宙の彼方にある「征服惑星」から地球征服にやって来た宇宙人。様々な星を征服する「征服王」を名乗り、今まで誰も征服を成し得なかった伝説の星「チ～キュウ」に目を付け、その手始めに「ニ～ッポン」の征服に着手した。
おかかロボ「ジャンボニャーマーX」
南国エリアの拠点「ニャンダフル・コゼニーランド」を守るからくりネコ「ニャーポン」が、「からくり【ネコにゃん】変身」によって変身した姿。有線ロケットネコパンチ、ブースタータックル、ホバージャンププレスなどを繰り出してくる。
冷え性ロボ「ブルニャーゴG」
雪国エリアの拠点「カキーン・コールデーランド」を守るからくりネコ「ニャーホバー」が、「からくり【ネコにゃん】変身」によって変身した姿。つらら落とし、ドリルパンチ、レーザービームなどを繰り出してくる。
コギャルロボ「ニャーギャルW」
中央エリアの拠点「（ニセ）大江戸はぐれ町」を守るからくりネコ「ハガネちゃんP-4」が、「からくり【ネコにゃん】変身」によって変身した姿。連続ロケットパンチ、ドリルミサイル乱れ撃ち、電撃攻撃などを繰り出してくる。
サイエンス脱出ロボ「ロキャットV3」
日本征服の最重要基地「空中要塞ウキウキ」に搭載されている、ダイナマイッツ専用の巨大からくりロボ。脱出用ロケットではあるものの、バトルモードへの切り替えで変形して戦闘への転用もできる。
征服ニャ王ロボ「ダダンダイナマイッツZX」
宇宙空間に停泊している「母艦スターダイナマイッツ」に搭載されている、ダイナマイッツ専用の最終決戦用巨大からくりロボ。戦闘能力が極めて高く、分身や高速移動などの撹乱戦法を得意とする。

## スタッフ
- ディレクター：カワミナミケイタ（汾陽桂太）
- プログラム：柳原秀紀、森岳徳、前川公輝、永田正規、村上真吾
- 作画：カワミナミケイタ（汾陽桂太）、笹倉敦、林彰吾、松岡美和
- プロダクト・デザイン：田谷利江子、小出英貴、新川秀明
- サウンド・プロデューサー：冨田朋也
- プロデューサー：蛭子悦延、カワミナミケイタ（汾陽桂太）
- エグゼクティブ・プロデューサー：梅崎重治